# Heerlijkheid Ehrenfels
Ehrenfels was een tot de Beierse Kreits behorende heerlijkheid binnen het Heilige Roomse Rijk.
De belangrijkste plaats in de heerlijkheid was Beratzhausen.
In 1256 wordt de naam voor het eerst vermeld in verband met Koenraad van Ehrenfels. Waarschijnlijk is hij identiek aan Koenraad van Hohenfels, die in 1250 in Regensburg een mislukte aanslag pleegde op koning Koenraad IV. 
Na het uitsterven van de heren van Ehrenfels kwam de heerlijkheid aan de heren van Laaber, die ze in 1432 aan de heren van Stauf verkochten. 
In de oorlog tussen landsheer en adel werd de burcht op 22 januari 1492 door de hertog van Beieren veroverd op Hieronymus van Stauf. Na een aanvankelijke verzoening, brak opnieuw strijd uit. Uiteindelijk werd Hieronymus op 8 april 1516 te Ingolstadt terechtgesteld. Zijn kleinzoon Hans Rupert verkocht de heerlijkheid in 1567 aan Palts-Neuburg.
Samen met het vorstendom Palts-Neuburg was Ehrenfels na 1685 verbonden met het keurvorstendom van de Palts en na 1777 met het keurvorstendom Beieren.